# Poecile weigoldicus
El carbonero de Weigold o carbonero de Sichuan (Poecile weigoldicus) es una especie de ave paseriforme de la familia Paridae endémica del suroeste y centro de China. Anteriormente se consideraba una subespecie del carbonero montano.